# Okręgowe ligi polskie w piłce nożnej (1922)

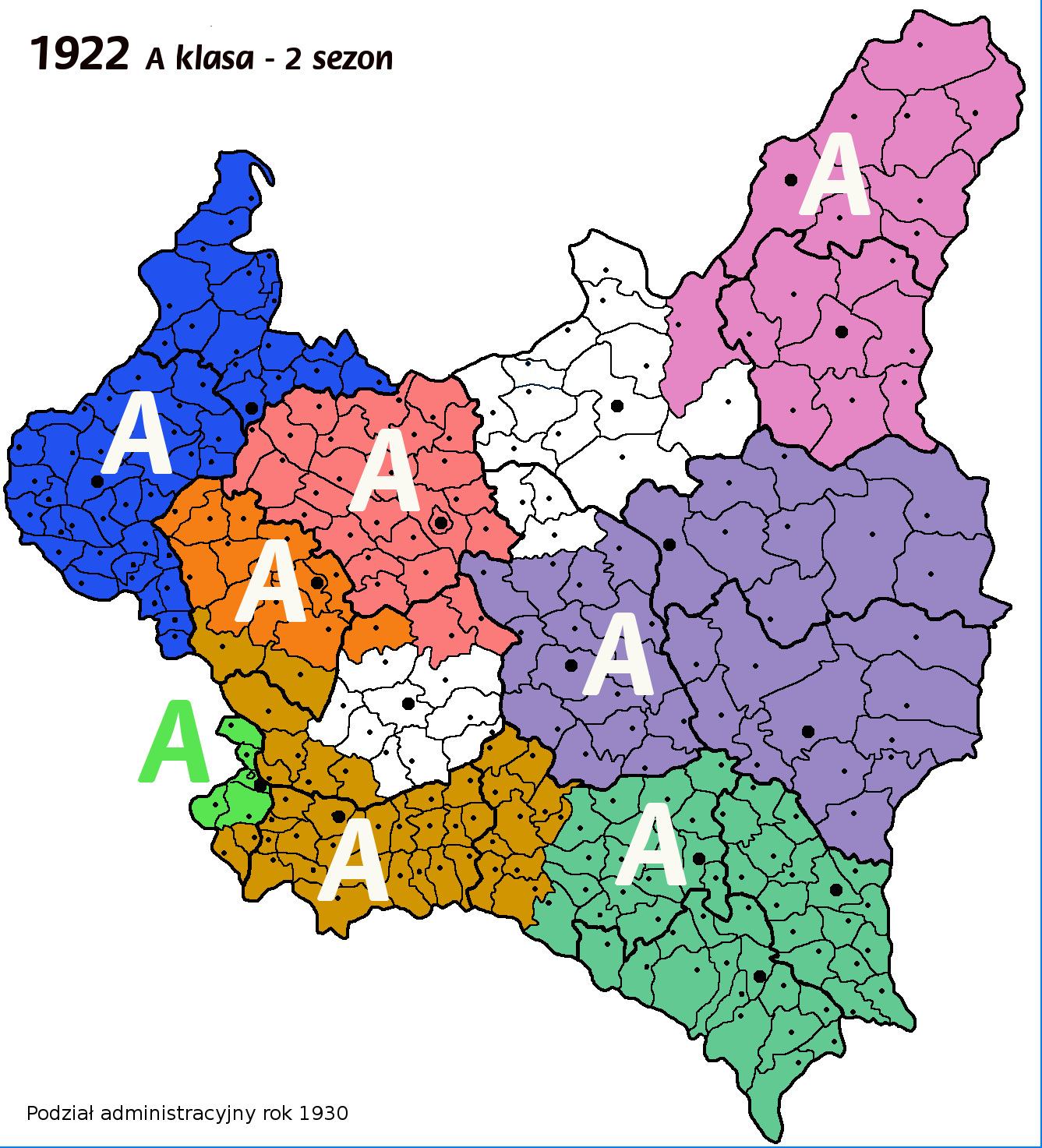
1922 rok A klasa

Okręgowe rozgrywki w piłce nożnej w sezonie 1922 odbywały się w 8 okręgach, a ich najwyższym poziomem była klasa A.
Mistrzowie okręgów uzyskali awans do mistrzowskiego turnieju w walce o tytuł Mistrza Polski.
| Poziomy rozgrywkowe w sezonie 1922 | Poziomy rozgrywkowe w sezonie 1922 | Poziomy rozgrywkowe w sezonie 1922 |
| Rozgrywki                          | P                                  | Nazwa                              |
| ---------------------------------- | ---------------------------------- | ---------------------------------- |
| Centralne                          | I                                  | Mistrzostwa Polski                 |
| Okręgowe (8 okręgów)               | II                                 | A Klasa                            |
| Okręgowe (8 okręgów)               | III                                | B klasa                            |
| Okręgowe (8 okręgów)               | IV                                 | C klasa                            |

## Rozgrywki okręgowe

### Mistrzostwa Klasy A Górnośląskiego OZPN
- mistrz: Ruch Wielkie Hajduki

| Poz. | Drużyna              | M  | Z    | R    | P    | Bramki | Pkt. |
| ---- | -------------------- | -- | ---- | ---- | ---- | ------ | ---- |
| 1    | Ruch Wielkie Hajduki | 10 | b.d. | b.d. | b.d. | 29-12  | 17   |
| 2    | Pogoń Katowice       | 10 | b.d. | b.d. | b.d. | 26-8   | 15   |
| 3    | Iskra Siemianowice   | 10 | b.d. | b.d. | b.d. | 23-12  | 9    |
| 4    | Strzała Ruda         | 10 | b.d. | b.d. | b.d. | 21-25  | 7    |
| 5    | Zgoda Brzeziny       | 10 | b.d. | b.d. | b.d. | 18-36  | 7    |
| 6    | Gwiazda Bogucice     | 10 | b.d. | b.d. | b.d. | 4-28   | 3    |

- Do klasy B spadła Zgoda Brzeziny.
- Z klasy B awansował Naprzód Lipiny.

### Mistrzostwa Klasy A Krakowskiego OZPN
- mistrz: Cracovia

| Poz. | Drużyna           | M  | Z | R | P | Bramki | Pkt. |
| ---- | ----------------- | -- | - | - | - | ------ | ---- |
| 1    | Cracovia          | 10 | 8 | 1 | 1 | 34-6   | 17   |
| 2    | Wisła Kraków      | 10 | 6 | 3 | 1 | 27-7   | 15   |
| 3    | BBSV Bielsko (b)  | 10 | 3 | 3 | 4 | 13-20  | 9    |
| 4    | Jutrzenka Kraków  | 10 | 3 | 2 | 5 | 11-19  | 8    |
| 5    | Sturm Bielsko (b) | 10 | 3 | 1 | 6 | 13-25  | 7    |
| 6    | Makkabi Kraków    | 10 | 1 | 2 | 7 | 8-29   | 4    |

- Do klasy b spadł Makkabi Kraków, awansował Wawel Kraków.

### Mistrzostwa Klasy A Lubelskiego OZPN
- mistrz: WKS Lublin

| Poz. | Drużyna              | M | Z    | R    | P    | Bramki | Pkt. |
| ---- | -------------------- | - | ---- | ---- | ---- | ------ | ---- |
| 1    | WKS Lublin           | 6 | b.d. | b.d. | b.d. | 24-2   | 10   |
| 2    | WKS Hallerczyk Równe | 6 | b.d. | b.d. | b.d. | 22-7   | 10   |
| 3    | WKS Chełm            | 6 | b.d. | b.d. | b.d. | 11-19  | 4    |
| 4    | Makkabi Równe        | 6 | b.d. | b.d. | b.d. | 1-30   | 0    |

- Do klasy B spadł Makkabi Równe,awansował WKS Kresy Brześć.

### Mistrzostwa Klasy A Lwowskiego OZPN
- mistrz: Pogoń Lwów[1]

| Poz. | Drużyna                | M | Z    | R    | P    | Bramki | Pkt. |
| ---- | ---------------------- | - | ---- | ---- | ---- | ------ | ---- |
| 1    | Pogoń Lwów             | 8 | b.d. | b.d. | b.d. | 54-4   | 16   |
| 2    | Czarni Lwów            | 8 | b.d. | b.d. | b.d. | 23-17  | 10   |
| 3    | Lechia Lwów (b)        | 8 | b.d. | b.d. | b.d. | 17-29  | 8    |
| 4    | Polonia Przemyśl (b)   | 8 | b.d. | b.d. | b.d. | 21-33  | 6    |
| 5    | Rewera Stanisławów (b) | 8 | b.d. | b.d. | b.d. | 11-43  | 0    |

- Nikt nie spadł do klasy B, od następnego sezonu klasa A powiększona do 6 drużyn.
- Z klasy B awansowała Hasmonea Lwów.

### Mistrzostwa Klasy A Łódzkiego OZPN
- mistrz: ŁKS Łódź

| Poz. | Drużyna            | M | Z    | R    | P    | Bramki | Pkt. |
| ---- | ------------------ | - | ---- | ---- | ---- | ------ | ---- |
| 1    | ŁKS Łódź           | 6 | b.d. | b.d. | b.d. | 33-3   | 12   |
| 2    | ŁTSG Łódź          | 6 | b.d. | b.d. | b.d. | 16-3   | 7    |
| 3    | Union Łódź (b)     | 6 | b.d. | b.d. | b.d. | 8-25   | 3    |
| 4    | Klub Turystów Łódź | 6 | b.d. | b.d. | b.d. | 9-25   | 2    |

- Z klasy A nie spadał żadna drużyna, od następnego sezonu w klasie A wystąpi 5 drużyn.
- Z klasy B awansował WKS 28 PSK Łódź.

### Mistrzostwa Klasy A Poznańskiego OZPN
- mistrz: Warta Poznań

| Poz. | Drużyna               | M  | Z    | R    | P    | Bramki | Pkt. |
| ---- | --------------------- | -- | ---- | ---- | ---- | ------ | ---- |
| 1    | Warta Poznań          | 10 | b.d. | b.d. | b.d. | 46-16  | 19   |
| 2    | Pogoń Poznań          | 10 | b.d. | b.d. | b.d. | 32-15  | 14   |
| 3    | Sokół Toruń (b)       | 10 | b.d. | b.d. | b.d. | 50-23  | 13   |
| 4    | Unia Poznań           | 10 | b.d. | b.d. | b.d. | 31-24  | 10   |
| 5    | Ostrovia Ostrów Wlkp. | 10 | b.d. | b.d. | b.d. | 14-47  | 2    |
| 6    | Stella Gniezno        | 10 | b.d. | b.d. | b.d. | 13-61  | 2    |

- Sokół Toruń po sezonie przeniesiony do okręgu Toruńskiego.
- Z klasy B awansowały Posnania Poznań, AZS Poznań.

### Mistrzostwa Klasy A Warszawskiego OZPN
- mistrz: Polonia Warszawa

| Poz. | Drużyna          | M | Z | R | P | Bramki | Pkt. |
| ---- | ---------------- | - | - | - | - | ------ | ---- |
| 1    | Polonia Warszawa | 8 | 7 | 1 | 0 | 31:7   | 15   |
| 2    | Warszawianka (b) | 8 | 4 | 1 | 3 | 18:18  | 9    |
| 3    | Korona Warszawa  | 8 | 4 | 0 | 4 | 15:20  | 8    |
| 4    | AZS Warszawa (b) | 8 | 2 | 0 | 6 | 13:25  | 4    |
| 5    | WKS Warszawa     | 8 | 1 | 2 | 5 | 14:21  | 4    |

| Mecze | POL | WAR | KOR | AZS | WKS |
| ----- | --- | --- | --- | --- | --- |
| POL   | X   | 4:0 | 4:1 | 3:0 | 3:2 |
| WAR   | 1:6 | X   | 5:0 | 5:2 | 4:4 |
| KOR   | 1:3 | 0:1 | X   | 3:2 | 2:1 |
| AZS   | 1:7 | 1:2 | 1:3 | X   | 3:2 |
| WKS   | 1:1 | 1:0 | 3:4 | 0:3 | X   |

- W następnym sezonie fuzja WKS-u z Koroną Warszawa, klub na chwilę zmienił nazwę na WKS Korona[2], następnie przed startem nowego sezonu na WKS Legia[3].

### Mistrzostwa Klasy A Wileńskiego OZPN
- mistrz: Strzelec Wilno

| Poz. | Drużyna        | M | Z | R | P | Bramki | Pkt. |
| ---- | -------------- | - | - | - | - | ------ | ---- |
| 1    | Strzelec Wilno | 4 | 3 | 1 | 0 | 8-3    | 7    |
| 2    | AZS Wilno      | 4 | 1 | 1 | 2 | 9-8    | 3    |
| 3    | WKS Wilno      | 4 | 0 | 2 | 2 | 4-10   | 2    |

- Przed sezonem Sokół zmienił nazwę na Strzelec, po sezonie Strzelec zmieni nazwę na Lauda Wilno.
- AZS Wilno wycofał się po sezonie, przystąpi do rozgrywek B klasy.

Decyzją władz WOZPN miejsce po wycofanym AZS zajęła drużyna WKS 1PP Leg. Wilno. Tym samym nikt nie awansował z klasy B.

## Mistrzostwa Polski klasy B
Ze względu na wysokie koszty, zrezygnowano z rozgrywek centralnych w klasie B.